# Asociación Internacional de Ayudas a la Navegación Marítima y Autoridades de Faros
La Asociación Internacional de Ayudas a la Navegación Marítima y Autoridades de Faros (en inglés: International Association of Marine Aids to Navigation and Lighthouse Authorities, IALA), anteriormente conocida como Asociación Internacional de Autoridades de Faros, es una asociación fundada en 1957 para recopilar y proporcionar experiencia y asesoramiento náutico. La IALA también es conocida por su nombre en francés, Association Internationale de Signalisation Maritime (AISM).

## Contexto
La IALA reúne a representantes de los servicios de ayuda a la navegación de unos 80 países para la coordinación técnica, el intercambio de información y la coordinación de mejoras en las ayudas a la navegación en todo el mundo. Se creó en 1957 para proporcionar una organización permanente que apoyara los objetivos de las Conferencias Técnicas de Faros, que se habían estado celebrando desde 1929. La Asamblea General de la IALA se reúne aproximadamente cada cuatro años. El consejo de 24 miembros se reúne dos veces al año para supervisar los programas en curso.
Cuatro comités mantienen programas de trabajo establecidos para períodos de cuatro años:
- DTEC – tecnologías digitales;
- ARM – Requisitos y gestión de ayudas a la navegación: se centra en los problemas de gestión que experimentan los miembros;
- ENG – Ingeniería y Sostenibilidad – centrándose en los aspectos de ingeniería de todas las ayudas a la navegación y su impacto en el medio ambiente, el comité también está a cargo de supervisar las actividades de la IALA con respecto a la preservación de faros y equipos históricos;
- VTS – Servicios de Tráfico de Buques – se centra en todos los temas relacionados con VTS

Los comités de la IALA proporcionan documentación importante a la Organización Hidrográfica Internacional y otras organizaciones internacionales, mientras que la Secretaría de la IALA actúa como centro de intercambio de información técnica y organiza seminarios y apoyo técnico para países en desarrollo.
Su principal labor desde 1973 ha sido la implantación del Sistema de Balizamiento Marítimo de la IALA. Este sistema sustituyó a unos 30 sistemas de balizamiento diferentes que se utilizaban en todo el mundo por dos sistemas principales. Este sistema racionalizado se introdujo como resultado de dos accidentes en el estrecho de Dover en 1971, cuando el Brandenburg chocó contra el pecio del Texaco Caribbean frente a Folkestone y se hundió a pesar de que los restos estaban correctamente señalizados. Poco tiempo después, el Niki también chocó con el Texaco Caribbean y se hundió, a pesar de que los restos estaban adecuadamente señalizados. La pérdida combinada de vidas en estos dos accidentes fue de 51 personas.
Aunque el acuerdo internacional de 1982 que implementa un sistema de balizamiento armonizado es un logro importante para la IALA, la Organización, a través de sus comités, llevó a cabo muchos trabajos en otras direcciones que dieron como resultado la adopción de técnicas innovadoras en todo el trabajo, como el AIS (Sistema de Identificación Automática), el DGNSS (Sistema de Navegación Global Diferencial) y muchos otros.
Su futuro logro probablemente será la implementación de la navegación electrónica, cuyo objetivo no es que los barcos funcionen electrónicamente, sino recopilar y mostrar toda la información de navegación mediante fuentes de información conectadas y un intercambio de datos armonizado.
IALA tiene su sede cerca de París en Saint-Germain-en-Laye, Francia.

## Principales recomendaciones
La IALA es conocida principalmente por los sistemas de balizamiento marítimo de la IALA o sistemas de marcas marítimas que se utilizan en el pilotaje de buques en el mar:
- Las marcas laterales indican los bordes de un canal.
- Las marcas cardinales indican la dirección de agua segura en un lugar peligroso.
- Las marcas de agua segura indican el agua profunda y el extremo abierto de un canal.
- Las marcas especiales indican un área o característica especial, por ejemplo, un desagüe de tuberías, áreas de: administración/restricción de velocidad/esquí acuático, etc.
- Las marcas de peligro aisladas indican un riesgo para el envío.

Boya de señalización de emergencia para naufragios: medida(s) provisional(es) temporal(es) desplegada(s) para marcar cualquier nuevo naufragio (Recomendación O-133 de la IALA, introducida en 2006).
Cada tipo de marca tiene un color distintivo, una forma y posiblemente una luz característica.